# Teodoryk Bar
Teodoryk (Ticz) Bar z Opalenicy herbu Niedźwiedź – starosta Babimostu w latach 1404–1406, właściciel Opalenicy w 1393 roku.
Syn Hinczy i Małgorzaty, ziemianin (terrigena) wieluński. Pochodził z Pomorza. Posługiwał się herbem przedstawiającym kroczącego niedźwiedzia (jego pieczęć zachowała się między innymi na dokumencie z roku 1393). W 1394 roku służył królowi w 5 kopii. Już w roku 1390 jest poświadczona jego obecność w Wielkopolsce. Wchodzi wówczas w konflikt prawny z Przybysławem z Rudnik. Nie wiadomo, czy wszedł w posiadanie Opalenicy (wówczas jeszcze wsi), Rudnik, Michorzewa i Kuślina na drodze dziedziczenia po ojcu, czy też nabył je w inny sposób. Gdy trafił do niewoli, zastawił swoje posiadłości, aby zapłacić okup. Władysław Jagiełło wykupił mu jednak Opalenicę za jego zasługi. W 1401 r. zbudował w Opalenicy pierwszy drewniany kościół i uzyskał zgodę króla na przyznanie jej praw miejskich. Na obrzeżach miasta wybudował również zamek. Zmarł bezpotomnie w Babimoście, nie będąc już właścicielem Opalenicy, którą sprzedał w 1404 Mościcowi ze Stęszewa.. Według XIX-wiecznych podań, trumna z jego zwłokami miała się znajdować w podziemiach kościoła św. Mateusza w Opalenicy.
Jego imieniem nazwano jedną z ulic w Opalenicy.